# Bruno Guedes
Bruno Guedes (Rio de Janeiro, 20 de março de 1994) é um ator, publicitário, modelo, empresário e ex-atleta de natação brasileiro. Ficou conhecido nacionalmente por seus papéis em novelas da TV Globo e da RecordTV, onde interpretou personagens marcantes como Lucas em Malhação: Pro Dia Nascer Feliz (2016), Bruno Aisen em Apocalipse (2017-2018), Edson Gusmão em Topíssima (2019), Noé em Gênesis (2021) e Amasias em Reis: A Esperança (2024–2025).
Há quem conheça o ator ainda adolescente por conta das piscinas; Antes da carreira artística, foi atleta de natação pelo Clube de Regatas do Flamengo.

## Carreira

### Início

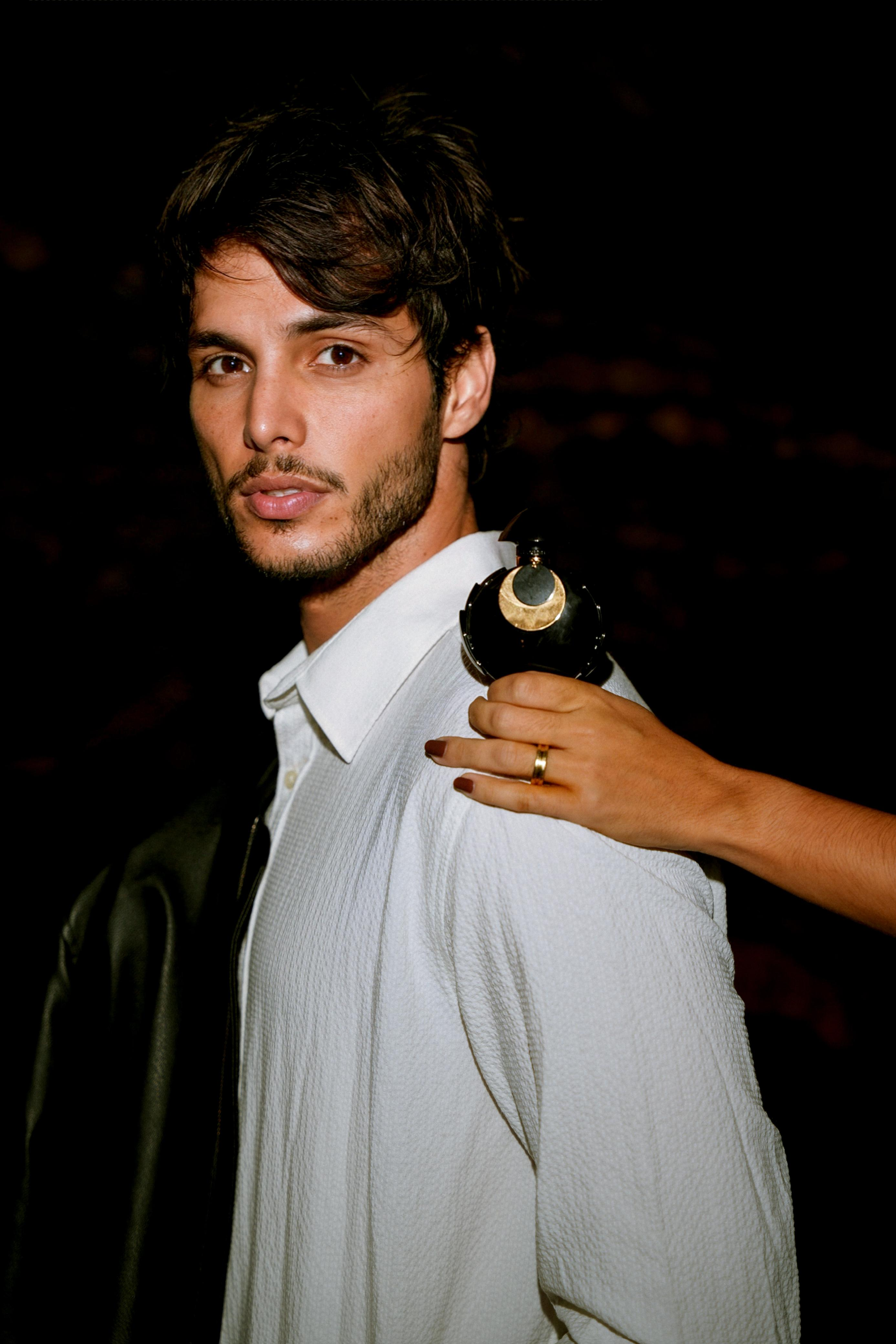
Bruno Guedes

Bruno foi descoberto pelo booker Sérgio Mattos e iniciou sua carreira artística como modelo na empresa 40 Graus Models. Se destacou em pouco tempo participando de campanhas para marcas como Jeep, GoPro, Adidas, TIM e Guaraná Antarctica. Também esteve presente em editoriais de moda em revistas como Vogue Brasil e Glamour. Paralelamente, era atleta de natação federado pelo Flamengo.

### Televisão

#### 2016–2017: Malhação: Pro Dia Nascer Feliz
Na TV Globo, Bruno Guedes ganhou destaque nacional interpretando Lucas, o "garoto mais popular do colégio" em Malhação 2016. O personagem era um verdadeiro líder entre os colegas. Ele enfrentava a administração da escola, que se encontrava em péssimas condições, e se expressava através do grafite — o que rendeu cenas icônicas na novela, incluindo homenagens românticas, conflitos com autoridades e momentos de pura emoção.
A repercussão do personagem foi enorme nas redes sociais, especialmente no Twitter, onde diariamente o público levantava hashtags relacionadas a ele. Lucas caiu nas graças dos fãs da trama teen, se tornando um dos nomes mais comentados da temporada. O sucesso foi tanto que a Globo expandiu a participação do personagem, incluindo-o em triângulos amorosos com atrizes como Valentina Bulc, Giulia Gayoso, Bárbara Maia e Malu Pizatto — esta última em um enredo que abordou a gravidez na adolescência.
Lucas também integrava uma banda de samba-rock com Bruno Gissoni. A atuação rendeu elogios da crítica e despertou o interesse da Record TV, que o contratou logo após o fim da temporada.

#### 2018–2019: Apocalipse
Na RecordTV, Bruno Guedes interpretou Bruno Aisen, um jovem rico e rebelde em Apocalipse (telenovela). Filho de Estela (Lisandra Souto) e Henrique (Sandro Rocha), e sobrinho do protagonista Benjamin (Igor Rickli). A família Aisen era dona de um dos hospitais mais importantes da trama.
Herdeiro da poderosa família Aisen — proprietários do influente Hospital Aisen, palco de dramas e reviravoltas que moveram parte significativa da audiência da trama. Em contraste ao perfil de rapaz de berço, ele escolhe o lado sombrio e, no clímax da história — o arrebatamento bíblico — o personagem sofre uma profunda redenção, sendo elevado aos céus nos últimos minutos.
A surpreendente redenção emocionou o público e gerou forte identificação entre fiéis que acreditam no perdão e transformação, reforçando a narrativa de salvação popular em um momento em que a pandemia evocava um imaginário apocalíptico real. 
A novela foi reprisada durante a pandemia de COVID-19 (2020), sendo considerada altamente simbólica por retratar o fim dos tempos em um contexto global de crise sanitária e incertezas.

#### 2019: Topíssima
Com o retorno às tramas contemporâneas da Record (rede de televisão), Bruno Guedes viveu o vilão Edson Gusmão na novela Topíssima. Um estudante de medicina brilhante, porém envolvido com o crime. Edson era responsável pela criação da droga fictícia "Veludo Azul", e ao lado do parceiro Taylor (Emílio Orciollo Netto), formou uma das duplas mais marcantes da novela — comparada por muitos à dinâmica de Breaking Bad em versão nacional. Ao mesmo tempo, dividia uma república universitária sob o olhar atento do ex-policial Dagoberto (Kadu Moliterno), o que gerava tensão constante.
O papel marcou o auge da carreira de Bruno até então, destacando seu primeiro vilão em rede nacional. O sucesso da trama foi tanto que Topíssima alcançou os maiores índices de audiência da Record naquele ano e voltou a ser exibida em 2021. Foi cogitado uma continuação do folhetim por conta do grande sucesso. Bruno foi indicado a prêmios como Meus Prêmios Nick e Prêmio Notícias de TV pelo papel.

#### 2021: Gênesis
Bruno Guedes foi escalado para viver Noé, um dos personagens mais icônicos da Bíblia, em Gênesis. A novela foi gravada nos moldes do cinema, com recursos técnicos modernos, efeitos visuais e ambientações que elevaram o padrão da teledramaturgia no Brasil.
O ator dividiu o papel com Oscar Magrini (fase adulta), e juntos contaram a jornada de fé, construção da arca e salvação da criação divina. A produção da Record (rede de televisão) foi um sucesso de audiência e também de vendas internacionais, sendo licenciada para diversos países da América Latina, Europa e África.
Bruno se destacou pelo envolvimento emocional com o personagem, pela entrega nas cenas de conflito e fé, e pelo protagonismo num dos maiores projetos da história da emissora.

#### 2024–2025: Reis: A Esperança
Em um dos seu trabalhos mais recentes, Bruno Guedes interpreta Amasias, capitão do exército do rei Asa (Ricky Tavares), em Reis (telenovela). Amasias é um líder carismático e corajoso, responsável por reunir 200 mil soldados e enfrentar o exército etíope de 1 milhão de guerreiros. A batalha foi retratada com cenas grandiosas, efeitos visuais de alto nível e produção cinematográfica, sendo um dos momentos mais impactantes da novela.
O personagem também vive um envolvente romance com Kézia (Malu Lazari), o que adiciona sensibilidade e emoção ao guerreiro firme e estratégico. A atuação de Bruno mais uma vez reforça sua capacidade de comandar papéis heroicos em narrativas épicas. "Reis" da Record (rede de televisão) teve 13 temporadas e ficou no ar por 3 anos.
2025: O Senhor e a Serva
Décius é um personagem fictício da série bíblica brasileira O Senhor e a Serva, spin-off da obra Paulo, o Apóstolo (telenovela), exibida pela Record (rede de televisão). Interpretado por Bruno Guedes, Décius é um soldado romano de 30 anos, cuja trajetória dramática o coloca entre os conflitos internos da fé cristã e as pressões sociais, econômicas e políticas do Império Romano.
Nascido e criado sob os valores de Roma, Décius integra o exército imperial — uma força responsável, entre outras atribuições, por perseguir cristãos, considerados à época uma ameaça à ordem pública. Dentro dessa função, os soldados romanos participavam diretamente da repressão violenta aos seguidores de Cristo, incluindo torturas, prisões e espetáculos de morte em arenas, onde os cristãos eram jogados aos leões como forma de entretenimento público e afirmação do poder imperial.
Apesar desse contexto brutal, Décius guarda um segredo: após ser milagrosamente curado de uma grave ferida na perna, ele começa a questionar sua realidade e passa a frequentar, às escondidas, reuniões clandestinas da igreja primitiva. Seu despertar espiritual se dá de maneira silenciosa e arriscada, uma vez que sua posição oficial o obriga a caçar os mesmos cristãos que agora começa a admirar — e com quem se identifica. Esse paradoxo entre perseguidor e crente dá origem a um dos arcos mais intensos e complexos da série.
Ao longo da trama, Décius enfrenta sérias dificuldades pessoais, como a grave doença de sua mãe e uma crescente crise financeira. Pressionado pela necessidade de sustentar a família, ele vê na carreira militar uma única saída para garantir dignidade e cuidados à mulher que o criou. Quando é promovido a centurião — um posto de prestígio dentro da estrutura do exército romano —, ele se vê cada vez mais envolvido com o poder e as exigências do Estado. Como forma de provar sua lealdade, passa a entregar os próprios cristãos com quem antes se reunia em segredo.
Tomado pela ganância, pelo medo e por uma ambição justificada pelo desejo de salvar a mãe, Décius mergulha em um dilema moral profundo. Seu arco representa a luta entre o bem e o mal dentro do mesmo homem: um soldado que carrega em suas mãos a autoridade para matar, mas no coração o eco de uma fé que insiste em sobreviver.
Com um personagem que transita entre a força militar e a vulnerabilidade emocional, O Senhor e a Serva apresenta um estudo de personagem poderoso, abordando temas como fé, culpa, lealdade, redenção e ganância. Décius se torna símbolo de um império em crise e de uma alma dividida, fazendo da sua jornada uma das mais marcantes da dramaturgia bíblica recente.

### Teatro

#### 2016: Loucamente Apaixonados
Em 2016, Bruno integrou o elenco da comédia romântica Loucamente Apaixonados Like Crazy, escrita por Tiago Santiago. Ao lado de Yana Sardenberg e Juliana Xavier, Bruno interpretou Victor, um dos protagonistas da história — um jovem nerd, engraçado e virgem, que se envolve emocionalmente com Tati (personagem de Yana Sardenberg). O personagem Victor representava o alívio cômico da trama, mas também protagonizava cenas sensíveis sobre amadurecimento, afetividade e inseguranças da juventude. A peça abordava, com leveza e bom humor, o universo dos adolescentes diante da descoberta do amor, da sexualidade e dos desafios de crescer.

#### 2017: Garotos
Em 2017, Bruno Guedes integrou o elenco da peça Garotos, de Leandro Goulart, um espetáculo envolvente que mistura comédia, drama e musical. A peça narra, em primeira pessoa, as fases da vida de um homem desde a infância até a vida adulta, abordando temas universais como virgindade, drogas, perdas, paixões, sexualidade, relacionamentos, família e internet.
Bruno dividiu o palco com Eike Duarte, Fábio Scalon, Binho Beltrão e Hugo Moura, em cenas ágeis e emocionantes, que transitavam entre humor e poesia. A peça, que desde 2011 já havia sido estrelada por nomes como Ícaro Silva, José Loreto e Gabriel Chadan, é considerada uma das montagens juvenis mais bem-sucedidas do teatro nacional.

#### 2024: Paixão de Cristo
Em 2024, Bruno Guedes assumiu um dos papéis mais simbólicos da dramaturgia mundial: Jesus Cristo, na encenação da tradicional Paixão de Cristo. A montagem, realizada ao ar livre, atraiu mais de 10 mil pessoas, tornando-se recorde de público naquele ano.
O espetáculo retratava os últimos dias de Cristo, incluindo cenas da Última Ceia, traição, julgamento, crucificação e ressurreição, emocionando o público com uma produção grandiosa e de forte impacto visual.

## Vida pessoal
Bruno é casado com a influenciadora digital Jade Seba, com quem tem dois filhos: Zion, nascido em 2019, e Liam, nascido em 2023. O casal oficializou o casamento em 2021 e frequentemente compartilha momentos familiares nas redes sociais. Bruno destaca a paternidade como um dos pilares da sua vida pessoal e artística.

## Filmografia

### Televisão
| Ano       | Título                         | Papel        | Emissora |
| --------- | ------------------------------ | ------------ | -------- |
| 2016      | Malhação: Pro Dia Nascer Feliz | Lucas        | TV Globo |
| 2017–2018 | Apocalipse                     | Bruno Aisen  | RecordTV |
| 2019      | Topíssima                      | Edson Gusmão | RecordTV |
| 2021      | Gênesis                        | Noé          | RecordTV |
| 2024–2025 | Reis: A Esperança              | Amasias      | RecordTV |
| 2025      | O Servo e a Serva              | Décius       | RecordTV |

### Cinema
| Ano  | Título                  | Papel       | Observações  |
| ---- | ----------------------- | ----------- | ------------ |
| 2024 | A Arca de Noé - Gênesis | Noé         | Protagonista |
| 2025 | De Volta ao Jogo        | Luiz Orengo | Protagonista |

### Teatro
| Ano  | Título                 | Papel  | Observações  |
| ---- | ---------------------- | ------ | ------------ |
| 2016 | Loucamente Apaixonados | Victor | Protagonista |
| 2017 | Garotos                | Luan   | Protagonista |
| 2024 | A Paixão de Cristo     | Jesus  | Protagonista |

## Prémios e indicações
| Ano  | Prêmio                | Categoria           | Obra      | Resultado |
| ---- | --------------------- | ------------------- | --------- | --------- |
| 2019 | Meus Prêmios Nick     | Ator Favorito       | Topíssima | Indicado  |
| 2019 | Prêmio Notícias de TV | Melhor Ator Juvenil | Topíssima | Indicado  |